# Британська палата судноплавства
Палата судноплавства Великої Британії (англ. UK Chamber of Shipping) — торговий орган судноплавства у Великій Британії, що представляє понад 140 судноплавних компаній. Один з головних членів Міжнародної палати судноплавства. Штаб-квартира знаходиться на Парк-стріт, Лондон. Палата просуває британське судноплавство по всьому світу і часто служить джерелом морських знань для ЗМІ; наприклад, у 2015 році Палата працювала з ITV у створенні телевізійної програми про «морську націю», а в 2016 році повідомляла про різні питання, що стосуються підготовки офіцерів торгового флоту. Орган також відповідає за тісне співробітництво з урядом Великої Британії та Агентством морської та берегової охорони; у 2014 році в палаті була представлена національна стратегія морської безпеки уряду Великої Британії. Офіційний видавець британської палати судноплавства — Witherby Seamanship. Навчальна рада торгового флоту базується в офісах британської палати в Лондоні.

## Історія
Історія британської палати починається у 1878 році, під час формування національного торгового органу з питань судноплавства. Палата отримала Королівську хартію в 1920 році і змінила через декілька назв. Сучасну назву отримала у 1992 році, до того відома як Генеральна рада британського мореплавства.

## Президенти
- 1899: Поважний Джеймс Кліленд Бернс, Cunard Line (пізніше барон Інверклайд)[8]
- 1900: Вільям Джеймс Піррі, голова Harland and Wolff (пізніше віконт Піррі)[8]
- 1902: полковник Роберт Ропнер, пароплавна компанія «Ропнер»[9]
- 2013: Хелен Дібл[10]
- 2014: Кеннет Маклауд, голова британського підрозділу Stena Line[11]

Нинішнім голова палати — Грехем Хендерсон.